# Conservatorio de Música Gilardo Gilardi
El Conservatorio de Música Gilardo Gilardi es un conservatorio ubicado en la ciudad de La Plata, Provincia de Buenos Aires (Argentina). 

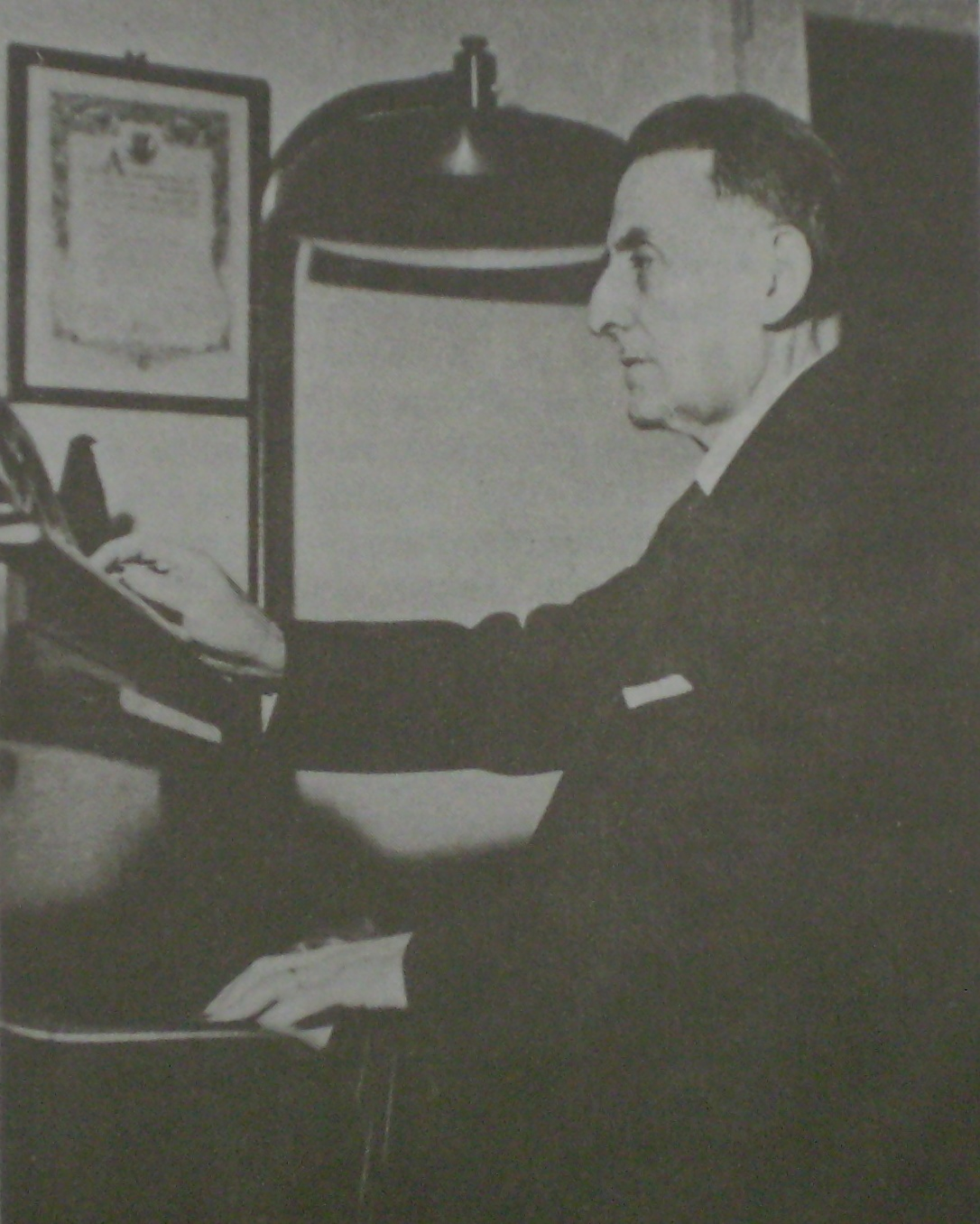
Fotografía de Gilardo Gilardi, de quién tomó el nombre el conservatorio.

Fundado como Conservatorio de Música y Arte Escénico el 18 de mayo de 1949, esta institución educativa terciaria fue creada por el compositor argentino Alberto Ginastera. Él planificó una academia de estudios musicales moderna que estuviera dirigida a los aspectos profesionales y artísticos del desarrollo de un músico. Por Ley N.º 5322, aprobada el 29 de octubre de 1948 y promulgada el 23 de noviembre de 1948, se autorizó la fundación del conservatorio, siendo su primer director Ginastera. En 1960 se sugirió que el conservatorio fuera nombrado en honor a Ginastera, pero la tradición estaba en contra a usar nombres de personas que estaban vivas, por lo que al morir Gilardo Gilardi en 1963, el conservatorio adoptó su nombre.
Los departamentos del conservatorio reflejan cada especialidad de una orquesta. Los cursos son también ofrecidos a través de las facultades de piano, guitarra, canto, órgano, dirección de orquesta y educación musical. Los diplomas que otorga el conservatorio se conceden para todos los niveles de enseñanza en el sistema educativo Argentino.

## Instalaciones
Localizado en la ciudad de La Plata, Provincia de Buenos Aires, el conservatorio se encuentra actualmente situado en el Palacio Servente, el cual fue diseñado como orfanato por el arquitecto Reynaldo Olivieri para la Sociedad Femenil Italiana. En 1999 el orfanato cerró después 65 años y fue cedido al conservatorio Gilardo Gilardi.
El edificio restaurado es de tres pisos y cuenta con cuarenta aulas, un auditorio de 150 asientos, un estudio de grabación, un laboratorio de sonido, una sala de orquesta, una biblioteca, una habitación de lectura y una cafetería. El sótano contiene 19 aulas que incluyen el departamento de percusión, un vestuario, talleres de mantenimiento, una caldera, un archivo y la oficina general. En la planta baja tiene una capilla convertida para la realización de música de cámara, la cafetería, dos salas para recitales, la biblioteca, más aulas y el estudio audiovisual. El piso superior alberga el auditorio, el laboratorio de sonido (equipado con ordenadores, sintetizador y piano digital), estudio de grabación, habitación de control multimedia, más oficinas, una cocina, una sala para los instrumentos de viento y orquestas de cuerdas, acceso a la terraza, y seis aulas.

## Personal
- Director: Nicolás Ciocchini
- Vicedirectora: Paula Citarella